# Lakeside (Kalifornija)
Lakeside je naseljeno područje za statističke svrhe u američkoj saveznoj državi Kalifornija. Prema popisu stanovništva iz 2010. u njemu je živjelo 20.648 stanovnika.